# Castillo de Santa Cruz de Moncayo
El castillo de Santa Cruz de Moncayo fue una fortaleza del siglo XIV ubicada el municipio zaragozano de Santa Cruz de Moncayo.

## Descripción
Apenas han llegado restos hasta nuestros días, tan solo los restos de los subterráneos, muy transformados y la planta del recinto en lo alto de la localidad cerca de la iglesia parroquial. Sobre el recinto podemos encontrar unas hileras de grandes sillares que podrían haber pertenecido al castillo.

## Historia
Parece tratarse de una fortificación del siglo XIV no relacionada con la reconquista, sino con la guerra castellano-aragonesa.

## Catalogación
El Castillo de Santa Cruz de Moncayo está incluido dentro de la relación de castillos considerados Bienes de Interés Cultural, como zona arqueológica, en virtud de lo dispuesto en la disposición adicional segunda de la Ley 3/1999, de 10 de marzo, del Patrimonio Cultural Aragonés. Este listado fue publicado en el Boletín Oficial de Aragón del 22 de mayo de 2006.